# Huraa
Huraa är en ö i Maldiverna. Den ligger i den centrala delen av landet, 20 km nordöst om huvudstaden Malé. Geografiskt är den en del av Norra Maléatollen och tillhör den administrativa atollen Kaafu.